# 13a etapa del Tour de França 2008

Perfil de la 13a etapa del Tour de França 2008

La 13a etapa del Tour de França 2008 es va córrer el divendres 18 de juliol, entre Narbona i Nimes, amb un recorregut de 182 quilòmetres.

## Perfil de l'etapa
La 13a etapa té una llargada de 182 km. Surt de Narbona, al departament de l'Aude, i finalitza a Nimes, al departament del Gard, després de travessar el departament de l'Erau. Les tres dificultats muntanyoses, totes elles de 4a categoria, es troben en aquest darrer departament: cota de la Resclauze (km 62), de Puéchabon (km 106) i del Pic Saint-Loup (km 126). Els dos esprints intermedis es troben a Saint-Bauzille-de-Montmel i a Villevieille.

## Desenvolupament de l'etapa
Després de dues jornades consecutives en què s'havia parlat més de dopatge que no pas de la cursa en si, torna la tranquil·litat al Tour de França. Niki Terpstra (Milram) i Florent Brard (Cofidis) s'escapen només començar l'etapa, arribant a tenir una màxima diferència de 9'55", quan duien 21 km d'escapada. Aquesta diferència anà reduint-se a poc a poc, arribant a tan sols 1'50" al km 139. En arribar a l'esprint de Villevieille, Terpstra abandona la companyia del seu soci d'escapada i intenta l'aventura en solitari, mantenint-se en aquesta privilegiada posició fins a manca de 10 km per a l'arribada. Pel darrere Stéphane Augé (Cofidis) s'escapa del gran grup i agafa Florent Brard, però no pot fer el mateix amb Terpstra, sent agafats pel gran grup poc abans que també fessin el mateix amb Terpstra. Un cop unificat el gran grup hi ha diversos atacs. Stef Clement i, sobretot, Sylvain Chavanel intenten arribar en solitari, però finalment es produirà un nou esprint massiu, guanyat, per 4a vegada, per Mark Cavendish.
No es produeix cap canvi a les diferents classificacions del Tour.

## Esprints intermedis
- 1r esprint intermedi. Saint-Bauzille-de-Montmel (km 139,5)

| 1r | Niki Terpstra      | 6 pts |
| 2n | Florent Brard      | 4 pts |
| 3r | Joan Antoni Flecha | 2 pts |

- 2n esprint intermedi. Villevieille (km 155,5)

| 1r | Niki Terpstra | 6 pts |
| 2n | Florent Brard | 4 pts |
| 3r | Stéphane Augé | 2 pts |

## Ports de muntanya
- Côte de la Resclauze. 4a categoria (km 62)

| 1r | Florent Brard  | 3 pts |
| 2n | Niki Terpstra  | 2 pts |
| 3r | Sebastian Lang | 1 pts |

- Côte de Puéchabon. 4a categoria (km 105,5)

| 1r | Florent Brard  | 3 pts |
| 2n | Niki Terpstra  | 2 pts |
| 3r | Sebastian Lang | 1 pts |

- Pic Saint-Loup. 4a categoria (km 126)

| 1r | Florent Brard | 3 pts |
| 2n | Niki Terpstra | 2 pts |
| 3r | Bernhard Kohl | 1 pts |

## Classificació de l'etapa
| Pos. | Ciclista           | Equip            | Temps      |
| ---- | ------------------ | ---------------- | ---------- |
| 1.   | Mark Cavendish     | Columbia         | 4h 25' 42" |
| 2.   | Robbie McEwen      | Silence-Lotto    | m. t.      |
| 3.   | Romain Feillu      | Agritubel        | m. t.      |
| 4.   | Heinrich Haussler  | Gerolsteiner     | m. t.      |
| 5.   | Óscar Freire       | Rabobank ProTeam | m. t.      |
| 6.   | Thor Hushovd       | Crédit Agricole  | m. t.      |
| 7.   | Leonardo Duque     | Cofidis          | m. t.      |
| 8.   | Erik Zabel         | Team Milram      | m. t.      |
| 9.   | Julian Dean        | Garmin Chipotle  | m. t.      |
| 10.  | Sébastien Chavanel | FDJ              | m. t.      |

## Classificació general
| Pos. | Ciclista             | Equip             | Temps       |
| ---- | -------------------- | ----------------- | ----------- |
| 1.   | Cadel Evans          | Silence-Lotto     | 54h 48' 47" |
| 2.   | Fränk Schleck        | Team CSC          | + 1"        |
| 3.   | Christian VandeVelde | Garmin Chipotle   | + 38"       |
| 4.   | Bernhard Kohl        | Gerolsteiner      | + 46"       |
| 5.   | Denís Ménxov         | Rabobank ProTeam  | + 57"       |
| 6.   | Carlos Sastre        | Team CSC          | + 1'28"     |
| 7.   | Kim Kirchen          | Columbia          | + 1'56"     |
| 8.   | Vladímir Iefimkin    | AG2R Prévoyance   | + 2'32"     |
| 9.   | Mikel Astarloza      | Euskaltel-Euskadi | + 3'51"     |
| 10.  | Vincenzo Nibali      | Liquigas          | + 4'18"     |

## Classificacions annexes

### Classificació per punts
| Classificació per punts | Total   |
| ----------------------- | ------- |
| Óscar Freire            | 184 pts |
| Mark Cavendish          | 156 pts |
| Thor Hushovd            | 156 pts |

### Classificació de la muntanya
| Classificació de la muntanya | Total  |
| ---------------------------- | ------ |
| Sebastian Lang               | 60 pts |
| Bernhard Kohl                | 57 pts |
| Fränk Schleck                | 46 pts |

### Classificació del millor jove
| Classificació del millor jove | Total       |
| ----------------------------- | ----------- |
| Vincenzo Nibali               | 54h 53' 05" |
| Maxime Monfort                | + 2' 49"    |
| Roman Kreuziger               | + 2' 53"    |

### Classificació per equips
| Classificació per equips | Total        |
| ------------------------ | ------------ |
| CSC-Saxo Bank            | 164h 18' 31" |
| AG2R Prévoyance          | + 04' 49"    |
| Gerolsteiner             | + 15' 23"    |

### Combativitat
Niki Terpstra (Team Milram)